# James Chance & the Contortions
James Chance and the Contortions (aanvankelijk simpelweg bekend als Contortions, een spin-off-band heet James White and the Blacks) is een muzikale band onder leiding van saxofonist en zanger James Chance, geformeerd in 1977. Ze waren een centrale act van het New York downtown no wave muziekcircuit eind jaren 1970 en stonden op de invloedrijke compilatie No New York (1978).

## Bezetting
Leden
- James Chance

Voormalige leden
- George Scott III
- Adele Bertei
- Jody Harris
- Pat Place
- Patrick Geoffrois

- Richie Harrison
- Chiko Hige
- Don Christensen
- Fred Wells
- Lorenzo 'Tony' Wyche

## Geschiedenis
Hun eerste opname, uitsluitend vermeld als The Contortions, stond op de compilatie No New York uit 1978, geproduceerd door Brian Eno. Het jaar daarop verschenen bijna gelijktijdig de twee albums Buy en Off White bij ZE Records onder de naam James White and the Blacks. Dezelfde muzikanten namen beide platen op, hoewel er geen op de albumhoes wordt vermeld.
In 2016 bracht Chance zijn eerste single Melt Yourself Down uit met zijn oorspronkelijke Contortions-band in bijna 30 jaar. Een muziekvideo voor de single werd geregisseerd, gefilmd en geanimeerd door de 19-jarige Dylan Greenberg en wordt beschouwd als de eerste Contortions-muziekvideo die veel gebruik maakt van dramatische digitale effecten, zoals het gezicht van Chance dat werd gemanipuleerd alsof het aan het smelten was.
Oorspronkelijk Contortions-gitarist Pat Place formeerde vervolgens de band Bush Tetras. George Scott speelde met Lydia Lunch en Michael Paumgardhen in 8-Eyed Spy. Kort daarna formeerde gitarist Jody Harris Raybeats met Don Christensen, George Scott III en Pat Irwin. Toetseniste Adele Bertei formeerde The Bloods, waarna ze in 1988 de soloplaat Little Lives uitbracht. In 1979 toerde George Scott met John Cale, zoals gedocumenteerd op het album Sabotage Live. Scott overleed aan een overdosis heroïne op 5 augustus 1980. Sommige leden van James White and the Blacks, met name Joseph Bowie, scheidden zich af van Chance en vormden de band Defunkt. Op 30 november 2010 werden James Chance, Pat Place, Don Christensen, Jody Harris, Adele Bertei en Robert Aaron herenigd als James Chance en de Contortions in Le Poisson Rouge voor een enkel optreden. Robert Aaron was geen oorspronkelijk lid, maar werkte vaak samen met Chance.

## Discografie
- 1978: No New York (compilatie bijdrage, als Contortions)
- 1979: Buy (als Contortions)
- 1980: Live aux Bains Douches
- 1981: Live in New York
- 1991: Soul Exorcism
- 1995: Lost Chance
- 1996: Molotov Cocktail Lounge (Enemy)
- 2000: White Cannibal
- 2016: The Flesh is Weak